# В'юнська сільська рада (Наровчатський район)
В'ю́нська сільська рада (рос. Вьюнский сельский совет) — сільське поселення у складі Наровчатського району Пензенської області Росії.
Адміністративний центр — село В'юнки.

## Населення
Населення — 495 осіб (2019; 593 в 2010, 674 у 2002).

## Склад
До складу сільської ради входять:
| Населений пункт      | Населення, осіб (2002) | Населення, осіб (2010) |
| -------------------- | ---------------------- | ---------------------- |
| Великий Чердак, село | 127                    | 102                    |
| В'юнки, село         | 238                    | 213                    |
| Мумар'є, село        | 90                     | 65                     |
| Савинки, село        | 219                    | 213                    |